# Marina Golbahari
Marina Golbahari (født 10. marts 1989) er en afghansk skuespiller, som er bedst kendt for sin rolle som hovedpersonen i filmen Osama fra 2003, hvor hun spiller en pige, der var nødt til at klæde sig og leve som en dreng for at støtte hendes familie i løbet af Taliban åren.

## Filmografi
- Osama – 2003